# Wilsele

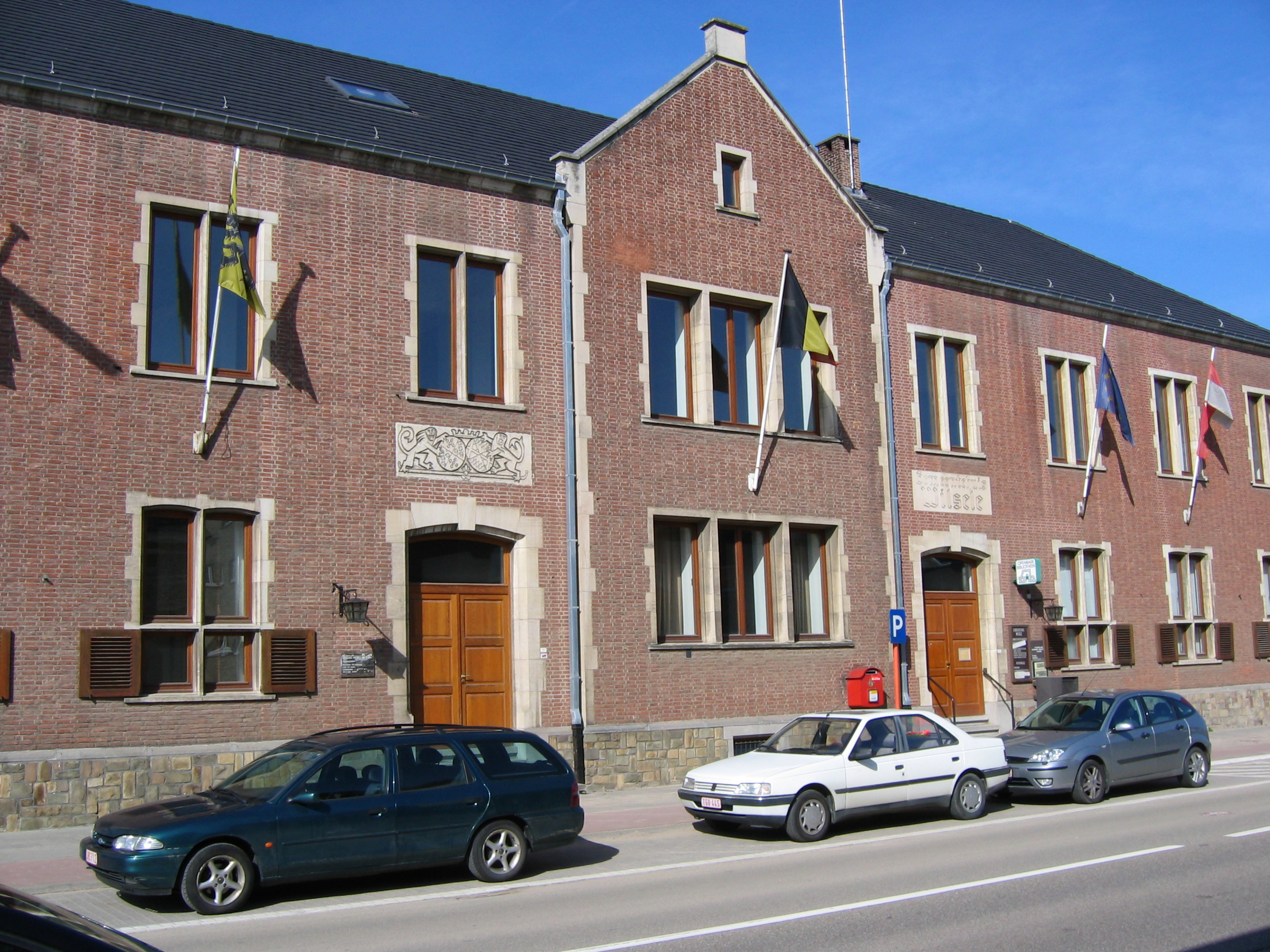
Voormalige gemeentehuis van Wilsele.

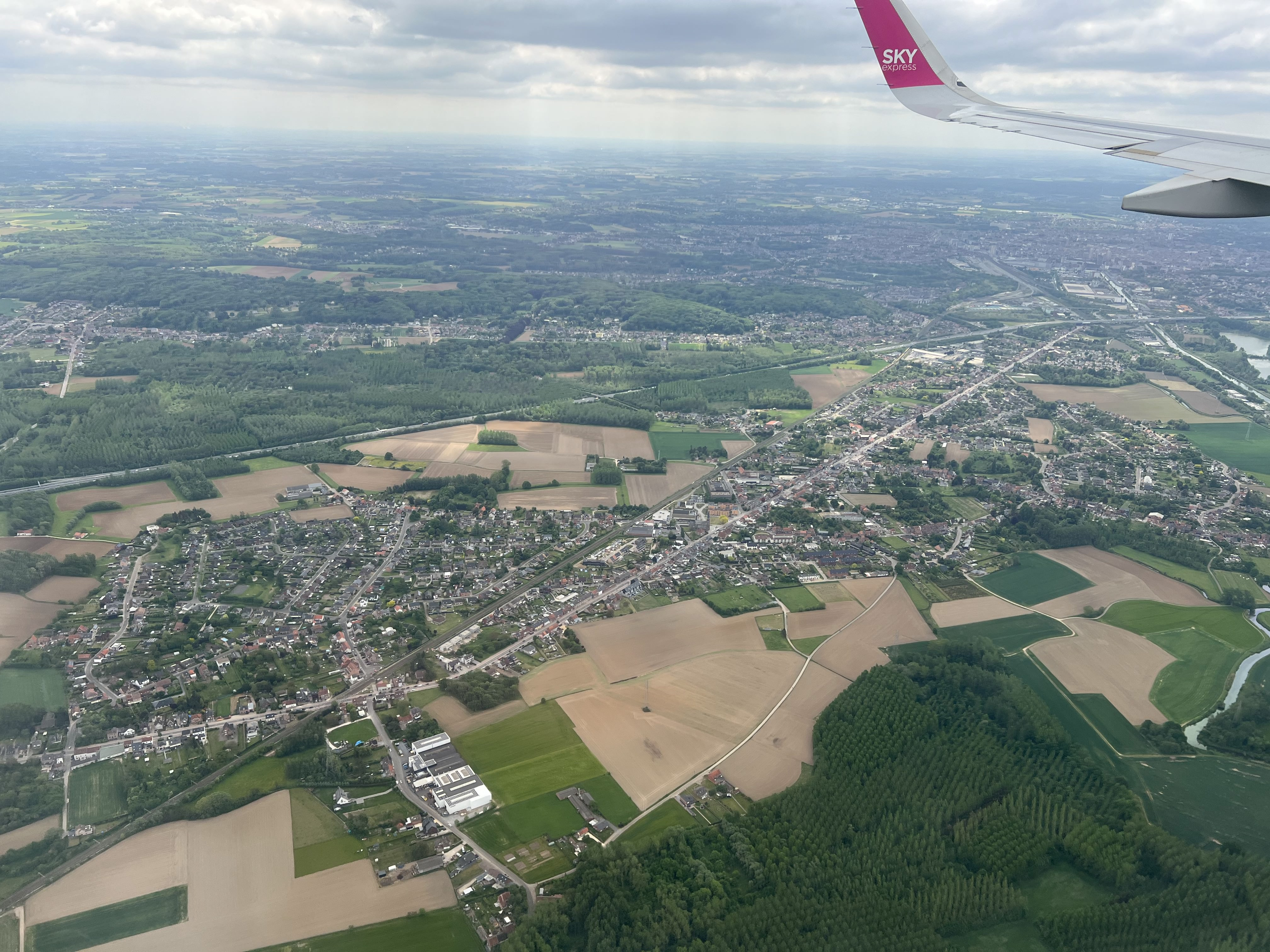
Luchtfoto van Wilsele

Wilsele is een plaats en deelgemeente van de stad Leuven in de Belgische provincie Vlaams-Brabant. Wilsele was een zelfstandige gemeente tot aan de gemeentelijke herindeling van 1977. De deelgemeente bestaat uit twee grote kernen: Wilsele-Dorp en Wilsele-Putkapel. Ze worden geografisch van elkaar gescheiden door het in 1752 in gebruik genomen Kanaal Leuven-Dijle, in de streek beter bekend als de Leuvense Vaart, en hiervoor al langer door de rivier de Dijle. Wilsele dient niet verward te worden met Winksele, een nabijgelegen dorp in de gemeente Herent.

## Wapen
De gemeente Wilsele ontving haar oude wapen bij Koninklijk Besluit van 3 januari 1951: "twee naast elkaar geplaatste schilden. Rechts (=links voor de toeschouwer): gevierendeeld; 1 en 4 van goud met vijf schelpen van sabel (=zwart) kruisgewijs geplaatste (wat familie Van der Noot is, zie ook Brabantse Omwenteling); 2 en 3 van sabel, bezaaid met gouden leliën (wat Duras is). Links: gevierendeeld; 1 en 4 van goud met een dwarsbalk van azuur (=blauw) met een schuinkruis van keel over alles heen (wat Grimberghe d'Assche is); 2 en 3 van zilver met vijf ruiten van keel schuin boven elkaar (wat Ophem is). Schildhouders: twee geluipaarde (=stappende) leeuwen van goud. De naast elkaar geplaatste schilden zijn getopt met een kroon van drie fleurons (=gestileerde bladeren), gescheiden door een groep van drie parels, opgesteld als volgt: één op twee".
Dit dubbel wapen is het wapen dat voorkwam op het zegel van de schepenbank van Wilsele en Putte in 1779. In feite gebruikten de schepenen toen het dubbele wapen van de Vrouwe van Wilsele, barones Honorina Francisca Antonia van Hamme (Gent 1707-1793), die als weduwe van Filips Jozef Lodewijk van der Noot, graaf van Duras (1710 - Leuven 1748), de heerlijkheid Wilsele in 1761 had gekocht.
Het heraldisch rechtse schild is inderdaad het wapen van haar echtgenoot, die het eigen familiewapen (in 1 en 4) had gevierendeeld met dit van de graven van Duras, daar zijn moeder, Anna Antonia van Oyenbrugge, de enige dochter en erfgename van Ernest-Balthazar van Oyenbrugge, graaf van Duras, was. Het heraldisch linkse schild is een samengesteld wapen dat de familie van Hamme reeds in de 14e eeuw voerde.
De Raad van Adel van België heeft Wilsele bovendien op 21 december 1961 een vaandel gegeven: een geel vlak met kelen Sint-Andrieskruis.

## Geschiedenis

### Ontstaan
Wilsele-Putkapel bestond voornamelijk uit een aantal boerderijen waarvan er nu nog maar enkele bestaan. Boerderij "de Vier Huizen", waarnaar een straat in Wilsele-Putkapel genoemd is (ironisch genoeg niet de straat waarin de boerderij zelf staat), is een van deze. Terwijl in Wilsele-Putkapel boerderijen stonden, stonden in Wilsele-Dorp meer de huizen van handelslieden. Geleidelijk aan verschoof de dorpskern dan ook van Wilsele-Dorp naar Wilsele-Putkapel, waar nu het oude gemeentehuis staat en de aanwezigheid van de Centrumstraat nog van de centrumfunctie getuigt.

### Gemeente
De naam Putkapel komt naar alle waarschijnlijkheid voort van een waterput en kapel gewijd aan de heilige Agatha die zich naast de Vunt bevond. Op een Ferrariskaart uit 1775 noemt men de kapel 'die capelle van put' vandaar de naam 'putkapel'. De kapel verdween enkele jaren nadat er enkele kilometers noordelijker een neogotische kerk door Pieter Langerock gebouwd was.

### Parochie
Eeuwenlang is er voor de gemeente Wilsele slechts één parochie geweest: de Sint-Martinusparochie. Een schepenzegel van in 1298 leverde het bewijs dat Sint-Martinus van in de vroegste tijden patroon was van de parochie en de latere kerk is geweest.
Deze parochie was zeer uitgestrekt. De grenzen ervan kwamen overeen met die van de latere gemeente Wilsele. Bij de oprichting van de "burgerlijke gemeenten" tegen het einde van de 18e eeuw werden immers de parochiegrenzen gewoon veranderd in gemeentegrenzen. De uitgestrektheid van de latere gemeente Wilsele was dus het gevolg van het feit dat er ter plaatse altijd slechts één parochie is geweest wegens het geringe aantal inwoners.
De Sint-Martinusparochie is vermoedelijk ontstaan in de loop van de 10e eeuw, toen tot het christendom bekeerde Franken zich langs de oevers van de Dijle, ten noorden van Leuven, zijn komen vestigen. In Wilsele bestond er in de late middeleeuwen een populaire bedevaart naar een Onze-Lieve-Vrouwebeeld op de Roesselberg, dus nog voor de aanleg van de Mechelsesteenweg. Elke Pinkstermaandag droegen meisjes uit Wilsele dit beeld in processie rond. Later werd dit beeld overgebracht naar de Sint-Martinuskerk omdat het vaak onveilig was op de Roesselberg. Wilsele behoorde eeuwenlang tot het bisdom Luik (niet het prinsbisdom Luik) vanaf de Frankische bestuurders tot 1559; meer algemeen behoorde de parochie tot de kerkprovincie van de aartsbisschoppen van Keulen. De Sint-Martinuskerk werd niet gespaard tijdens de Beeldenstorm. In de wijngaarden op de Roesselberg kwamen Lutheranen en gereformeerden uit Leuven samen voor Bijbellezingen. In 1559 vond de hervorming van de bisdommen plaats met de pauselijke bul Super Universas, wat de Spaanse koning en landvoogden meer controle gaf over kerkelijke praktijken. De parochie van Wilsele behoort sinds 1559 tot het nieuw opgerichte aartsbisdom Mechelen-Brussel in de toen nieuwe kerkprovincie van de Zuidelijke Nederlanden. Tijdens het Oostenrijks bestuur in de 18e eeuw liet het kapittel van Sint-Pieter in Leuven de huidige Sint-Martinuskerk bouwen.
Op het kerkhof van Sint-Martinus (in Wilsele-Dorp) ligt Pieter-Jozef Verhaghen (geboren in 1728 te Aarschot en gestorven in 1811 te Leuven) begraven. Verhaghen is een van de laatste schilders die in de stijl van Rubens bleef verder schilderen. Hij is de broer van de "Pottekes" Verhaghen, die zich specialiseerde in het schilderen van stillevens en vooral aardewerk. Hun werk is te bezichtigen in verschillende musea, kerken, abdijen en privéhuizen. Een kopie van een marmeren borstbeeld is tegen de kerkhof muur te zien. Het origineel bevindt zich in het Stedelijk Museum Vanderkelen-Mertens (nu Museum-M) te Leuven.
Nu heeft Wilsele, sinds zijn eerste vorming, zowel parochieel als gemeentelijk, altijd bestaan uit twee gescheiden en te onderscheiden delen.
Gescheiden, om de eenvoudige reden dat de eerste bewoners zich hebben gevestigd aan weerskanten van de Dijle. Later is die scheiding o.a. door het graven van een kanaal en door de aanleg van verschillende spoorwegen, nog duidelijker geworden. We kregen daardoor dus Zuid-Wilsele of Hoog-Wilsele of gewoon Wilsele-Dorp en aan de andere kant Noord- of Laag-Wilsele (Wilsele-Putkapel).
Onderscheiden, omdat alle bronnen, zowel mondeling als geschreven, duidelijk aangeven welk gedeelte van die grote parochie wordt bedoeld, over welke van de twee gemeenschappen men het heeft.
Een drietal voorbeelden uit oude geschriften bewijzen dat:
"Denombrement van Heerlyckheydt van Wilsele de anno 1440, waer bij de selve Heerlyckheydt, sonder die van Putte ..."
"Denombrement van Wilsele ende Putte te samen, van date 9 januarij 1595 ..."
"... de voorschreven Purgen zijn gedaen door den selven deurwaeder aen Put-Capelle naer den Dinst der Misse, gelijck oock naer den Dinst der Hoogh-Misse tot Wilsele (1757)." Hier zien we voor het eerst het woord Putkapel verschijnen; voordien was het steeds Put, Putte, Puth ...

## Bezienswaardigheden en historische gebouwen
Van de vele bezienswaardigheden zijn vele privé-eigendom geworden of afgebroken. De enige nog echt toegankelijke gebouwen zijn de Sint-Agathakerk en het oude gemeentehuis.
- De Sint-Agathakerk die sinds 2009 een vaste beiaard (23 klokjes die 2 octaven beslaan), net naast de kerk geplaatst heeft. Deze beiaard is niet met een stokkenklavier bespeelbaar maar met een synthesizerklavier.
- De Sint-Martinuskerk
- Het Gemeentehuis van Wilsele (nu een openbare bibliotheek)
- Het Puthof
- De Brouwerij Den Draak (afgebroken in 1972)
- De Putkapel (deze kapel werd afgebroken in 1901)
- De Molen van Wilsele (werd in 1914 afgebrand door de Duitsers)
- De Boerderij "De Vier Huizen" (Een van de oudste gebouwen van Wilsele-Putkapel. Het is een woning en dus privéterrein.)

## Natuur en landschap
Wilsele ligt in het Hageland en op het Brabants Plateau, op een hoogte van 15-62 meter. Wilsele ligt aan de Dijle en aan het Kanaal Leuven-Dijle. De plaats is vastgebouwd aan Leuven, sterk verstedelijkt en ingesloten door infrastructuur (autosnelweg en spoorlijnen). Het belangrijkste natuurgebied wordt gevormd door de Vijvers van Bellefroid.

## Demografie
Het bevolkingsaantal van Wilsele kende zijn hoogtepunt in 2016 met meer dan 10.000 inwoners. Sindsdien is er een lichte daling van het inwonersaantal merkbaar.

### Demografische ontwikkeling tot de fusie
- Bronnen:NIS, Opm:1831 tot en met 1970=volkstellingen; 1976 = inwoneraantal op 31 december

### Demografische ontwikkeling als deelgemeente
- Bron:Rijksregister (Leuven in cijfers)

## Politiek en macht in Wilsele (1290-1976)
De (politieke) macht in Wilsele lag rond 13e eeuw in de handen van enkele families, die generatie op generatie bekendstonden als "de Heren van Wilsele en Put (=Putkapel)". Deze families bewoonden het Puthof. Later kwamen er burgemeesters die Wilsele bestuurden. In 1976 fuseerde Wilsele met Leuven en had het geen eigen burgemeester meer. Hieronder vindt men lijsten van de machthebbers in Wilsele.
- Lijsten van de heren van Wilsele tot de burgemeesters van Wilsele.
- Lijst van burgemeesters van Wilsele

## Mobiliteit
De Europese weg 314 (E314) doorkruist de Leuvense deelgemeente, waar er op het grondgebied twee afritten waren: de afritten Wilsele-Dorp en Wilsele-Kessel-Lo. De afrit Wilsele-Dorp was een weinig gebruikte afrit en werd in maart 2006 gesloten. Dit in schriel contrast met de bijzonder drukke oprit richting Brussel op de grens van Wilsele-Putkapel en Kessel-Lo. Tussen deze afritten bevindt zich het viaduct van Wilsele. Deze brug overspant achtereenvolgens, van zuidwest naar noordoost, de spoorlijn 36N, de spoorlijn 36, het Kanaal Leuven-Dijle, de Dijle, de spoorlijn 53 en de N19.
Sinds de sluiting van de treinhalte in Wilsele-Putkapel op 29 september 1957 is het niet meer mogelijk op Wilsels grondgebied een trein te nemen. Op vlak van openbaar vervoer wordt Wilsele-Putkapel bediend door buslijnen 333, 334, 335 en de snelbuslijn 433. Schoolbussen 512 en 513, gericht op Don Bosco Haacht en Sint-Angela-Instituut te Tildonk, passeren langs Wilsele-Putkapel. Met lijn N4 kan Wilsele-Putkapel ook rekenen op nachtbussen op vrijdagen en zaterdagen. Vanuit Wijgmaal passeert ook buslijn 630 in Wilsele-Putkapel. In Wilsele-Dorp passeren buslijnen 5 en 6, net zoals de schoolbuslijn 597 die gericht is op het Sint-Albertuscollege in Haasrode.

## Bekende Wilsenaren
- Dries Mertens, voetballer
- Joseph François Piscador, architect
- Fons Stessel, missionaris
- Guillaume DeMessemaecker, overlevende van de Titanic
- Frans Verbeeck, wielrenner
- Wim De Vilder, VRT-nieuwslezer
- René Verbeeck, dichter
- Mohamed Ridouani, Leuvens burgemeester

## Overige
- Sint-Agatha is de patroonheilige van Wilsele-Putkapel. Ze is de beschermheilige tegen vuur, borstkanker en ongeluk.
- Sint-Martinus is de patroonheilige van Wilsele-Dorp. Hij is de beschermheilige voor armen, soldaten en Frankrijk.
- In 1798 vond hier de Slag bij Wilsele plaats.
- Op 15 januari 1875 stichtten enkele Leuvense professoren en studenten in de pastorie van Wilsele-Dorp het Davidsfonds.
- Jeanne Dormaels was een verzetsstrijder tijdens de Tweede Wereldoorlog.
- In 1973 was een gedeelte van Wilsele het schouwtoneel van het fenomeen klopgeest (poltergeist). Rond de nummers 223, 225, 227 en 231 van de Aarschotse steenweg werd een geval van stenenregen gerapporteerd, waarbij de 13-jarige jongen Jacques Corda via telekinese "zomaar uit het niets" stenen deed ontstaan die vervolgens insloegen op muren en glasramen, en daarbij heel wat schade aanrichtten.[3] 9 jaren eerder, op 2 december 1954, ontspoorde te Wilsele, niet ver van het huis waar in de eerste helft van de jaren 70 de familie Corda woonde, een trein met Duitse voetbalsupporters, waarvan 20 inzittenden omkwamen. Jacques Corda kon allerlei nauwkeurige details vertellen omtrent de inzittenden van de trein.

## Nabijgelegen kernen
Leuven, Putkapel, Wijgmaal, Herent